# Delta Wołgi

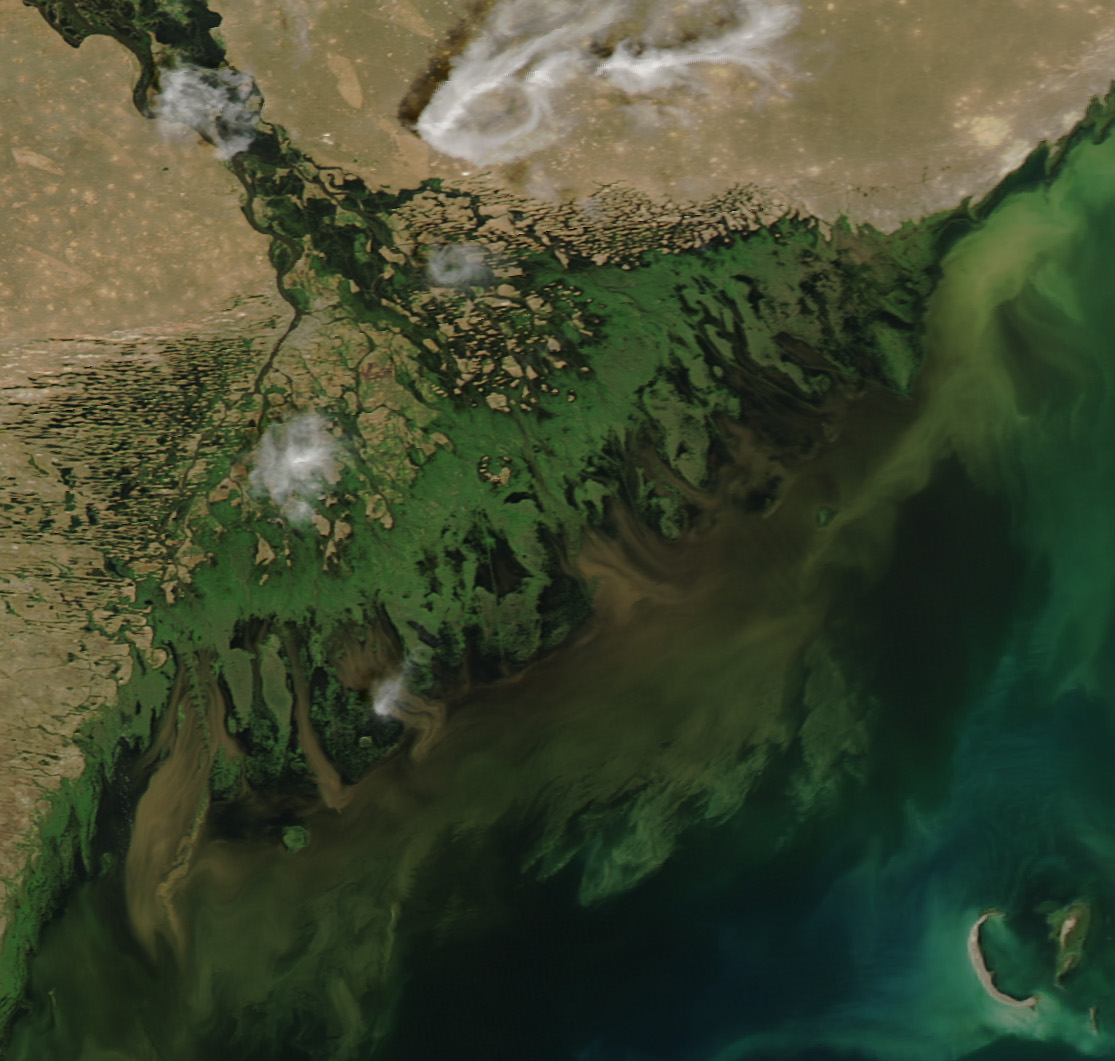
Delta Wołgi z satelity

Delta Wołgi – rozległa, wachlarzowata delta rzeki Wołga położona w Rosji, w miejscu, gdzie wpada ona do Morza Kaspijskiego. Największa europejska delta rzeczna.
Delta stanowi labirynt wodny, tworzony przez ok. 500 kanałów, którymi wody Wołgi uchodzą do morza. Między nimi istnieje mnóstwo wysepek, moczarów porośniętych trzciną, piaszczystych łach, starorzeczy i jezior. W zimie przez okres do 3,5 miesiąca delta pokryta jest lodem. W przeszłości wiosną poziom wody w delcie wzrastał tak mocno, że ok. 40% jej powierzchni przez 4-5 tygodni pozostawało pod wodą, a 20% nawet do 3 miesięcy. W wyniku budowy w XX w. wielkich zbiorników wodnych na Wołdze i jej dopływach roczny przepływ rzeki został znacznie wyrównany i z początkiem lat 60. tego stulecia wiosenne wylewy nie obejmowały już nawet 10% powierzchni delty. W sposób niekorzystny odbiło się to na pogłowiu ichtiofauny, bo zmalała rola delty jako potencjalnych tarlisk dla wędrownych ryb kaspijskich.
Powierzchnia delty znacznie się zmienia. W połowie XX w. wynosiła ona ok. 13 400 km², ale już dziesięć lat później wynosiła ok. 15 tys. km². Przyczyną jest stałe obniżanie się poziomu Morza Kaspijskiego przy systematycznym nanoszeniu przez rzekę kolejnych porcji osadów. Obecnie Delta ma szerokość ponad 200 km i powierzchnię 19 tys. km².
Dużą część delty obejmuje Astrachański Rezerwat Biosfery.